# ناتاشا بوبوفيتش
ناتاشا بوبوفيتش مواليد 14 أبريل 1982 في نيكشيتش، جمهورية يوغوسلافيا الاشتراكية الاتحادية، هي لاعبة كرة سلة مونتينيغرية. تلعب مع نادي تشليك زينيتسا لكرة السلة في دوري البوسنة والهرسك لكرة السلة للسيدات كلاعب وسط. وتحمل الرقم 15. لعبت مع نادي شيبينيك لكرة السلة للسيدات.

## روابط خارجية
- ناتاشا بوبوفيتش على موقع الاتحاد الدولي لكرة السلة (الإنجليزية)
- ناتاشا بوبوفيتش على موقع كرة السلة الأوروبية.كوم (الإنجليزية)